# Помпьяно
Помпьяно (итал. Pompiano) — коммуна в Италии, в провинции Брешиа области Ломбардия.
Население составляет 3382 человека, плотность населения составляет 225 чел./км². Занимает площадь 15 км². Почтовый индекс — 25030. Телефонный код — 030.
Покровителем населённого пункта считается святой апостол Андрей Первозванный. Праздник ежегодно празднуется 30 ноября.